# Davinson Sánchez
Pour les articles homonymes, voir Sanchez.
Davinson Sánchez Mina, né le 12 juin 1996 à Caloto en Colombie, est un footballeur international colombien qui évolue au poste de défenseur à Galatasaray SK.

## Biographie

### Débuts professionnels en Colombie
Davinson Sanchez est issu du centre de formation de l'América Cali, mais sa famille déménage à Medellín où il rejoint l'Atlético Nacional.
Le 27 octobre 2013, il fait ses débuts en équipe première lors de la 16e journée de Primera A, lors d'une défaite 0-1 contre Boyacá Chicó.
Le 2 mars 2016, il marqué son premier but en Copa Libertadores lors d'une victoire 3-0 contre le Sporting Cristal. En raison de ses performances avec l'Atlético Nacional, des clubs comme le FC Barcelone, Flamengo et l'Ajax Amsterdam ont manifesté un intérêt pour la signature du jeune joueur,. FC Barcelone a fait une offre formelle pour signer un contrat avec le joueur, mais celui-ci la refuse parce qu'il ne voulait pas commencer au FC Barcelone B, l'équipe de réserve.
Le 27 juillet 2016, il remporte la Copa Libertadores contre le club équatorien de l'Independiente del Valle sur le score cumulé de 2-1. Cela sera son dernier match avec l'Atlético Nacional.

### Arrivée à l'Ajax
Le 21 juin 2016, il rejoint l'Ajax Amsterdam pour un montant de transfert de 5 millions d'euros, et signe un contrat de 5 ans. Il devient le deuxième colombien à porter le maillot de l'Ajax. Il rejoindra sa nouvelle équipe après que l'Atlético Nacional termine sa participation à la Copa Libertadores 2016.
Le 13 août 2016, il fait ses débuts lors de la 2e journée d'Eredivisie contre le Roda JC (2-2). Le 24 septembre lors de la 7e journée, il inscrit un doublé contre le PEC Zwolle (victoire 5-1).

### Départ pour Tottenham
Le 23 août 2017, Davinson Sánchez s'engage pour une durée de six ans avec Tottenham Hotspur. Le montant du transfert est estimé à 42 millions d'euros. Le 15 mai 2018, il prolonge son contrat d'un an.

### Carrière internationale
Davinson Sánchez dispute la Coupe du monde des moins de 20 ans de 2015 en Nouvelle-Zélande, jouant un total de quatre matchs.
Il compte une sélection avec l'équipe de Colombie depuis 2016.
Le 26 août 2016, il est convoqué pour la première fois en équipe de Colombie par le sélectionneur national José Pékerman, pour des matchs des éliminatoires de la Coupe du monde 2018 contre le Venezuela et le Brésil, mais n'entre pas en jeu.
Le 15 novembre 2016, il honore sa première sélection contre l'Argentine lors d'un match des éliminatoires de la Coupe du monde 2018. Le match se solde par une défaite 3-0 des Colombiens.
En juin 2018, il est sélectionné par José Pékerman pour disputer la Coupe du monde en Russie. Alors âgé de 22 ans, Davinson Sánchez est le plus jeune joueur de l'effectif colombien. Lors du tournoi, il dispute tous les matchs de la Colombie dans leur intégralité, formant la charnière centrale avec Yerry Mina. Face au Sénégal, Sánchez tacle Sadio Mané dans la surface de réparation, ce qui conduira l'arbitre Milorad Mažić à accorder dans un premier temps un pénalty aux Sénégalais. Cependant, avec l'assistance de l'arbitrage vidéo, Milorad Mažić reviendra sur sa décision et annulera le pénalty. Le match est finalement remporté par les Colombiens sur le score de 1-0. La Colombie est éliminée en huitièmes de finale par l'Angleterre.

## Statistiques

### Statistiques en club
| Saison                | Club                  | Championnat           | Championnat | Championnat | Coupe(s) nationale(s) | Coupe(s) nationale(s) | Supercoupe | Supercoupe | Compétition(s) continentale(s) | Compétition(s) continentale(s) | Compétition(s) continentale(s) | Total | Total |
| Saison                | Club                  | Division              | M.          | B.          | M.                    | B.                    | M.         | B.         | Comp.                          | M.                             | B.                             | M.    | B.    |
| 2013                  | Atlético Nacional     | Primera A             | 3           | 0           | -                     | -                     | -          | -          | -                              | -                              | -                              | 3     | 0     |
| 2014                  | Atlético Nacional     | Primera A             | 2           | 0           | 2                     | 0                     | -          | -          | -                              | -                              | -                              | 4     | 0     |
| 2015                  | Atlético Nacional     | Primera A             | 7           | 0           | 1                     | 0                     | -          | -          | -                              | -                              | -                              | 8     | 0     |
| 2016                  | Atlético Nacional     | Primera A             | 14          | 0           | -                     | -                     | 2          | 0          | CL                             | 14                             | 1                              | 30    | 1     |
| Sous-total            | Sous-total            | Sous-total            | 26          | 0           | 3                     | 0                     | 2          | 0          | -                              | 14                             | 1                              | 45    | 1     |
| 2016-2017             | Ajax Amsterdam        | Eredivisie            | 32          | 6           | -                     | -                     | -          | -          | C1+C3                          | 1+12                           | 0                              | 45    | 6     |
| 2017-2018             | Ajax Amsterdam        | Eredivisie            | 0           | 0           | -                     | -                     | -          | -          | C1                             | 2                              | 1                              | 2     | 1     |
| Sous-total            | Sous-total            | Sous-total            | 32          | 6           | 0                     | 0                     | -          | -          | -                              | 15                             | 1                              | 47    | 7     |
| 2017-2018             | Tottenham Hotspur     | Premier League        | 31          | 0           | 2                     | 0                     | -          | -          | C1                             | 8                              | 0                              | 41    | 0     |
| 2018-2019             | Tottenham Hotspur     | Premier League        | 23          | 1           | 6                     | 0                     | -          | -          | C1                             | 8                              | 0                              | 37    | 1     |
| 2019-2020             | Tottenham Hotspur     | Premier League        | 29          | 1           | 5                     | 0                     | -          | -          | C1                             | 5                              | 0                              | 39    | 1     |
| 2020-2021             | Tottenham Hotspur     | Premier League        | 18          | 0           | 4                     | 2                     | -          | -          | C3                             | 10                             | 0                              | 32    | 2     |
| 2021-2022             | Tottenham Hotspur     | Premier League        | 23          | 2           | 6                     | 0                     | -          | -          | C4                             | 3                              | 0                              | 32    | 2     |
| 2022-2023             | Tottenham Hotspur     | Premier League        | 18          | 0           | 4                     | 0                     | -          | -          | C1                             | 2                              | 0                              | 24    | 0     |
| 2023-2024             | Tottenham Hotspur     | Premier League        | 1           | 0           | 1                     | 0                     | -          | -          | -                              | -                              | -                              | 2     | 0     |
| Sous-total            | Sous-total            | Sous-total            | 143         | 3           | 28                    | 2                     | -          | -          | -                              | 36                             | 0                              | 207   | 5     |
| 2023-2024             | Galatasaray SK        | Süper Lig             | 23          | 2           | 3                     | 1                     | -          | -          | C1+C3                          | 4+2                            | 0+0                            | 32    | 3     |
| 2024-2025             | Galatasaray SK        | Süper Lig             | 31          | 3           | 4                     | 1                     | -          | -          | C1+C3                          | 0+9                            | 1                              | 44    | 5     |
| 2025-2026             | Galatasaray SK        | Süper Lig             | 2           | 0           | 0                     | 0                     | -          | -          | C1                             | 0                              | 0                              | 2     | 0     |
| Sous-total            | Sous-total            | Sous-total            | 56          | 5           | 7                     | 2                     | -          | -          | -                              | 15                             | 1                              | 78    | 8     |
| Total sur la carrière | Total sur la carrière | Total sur la carrière | 257         | 14          | 38                    | 4                     | 2          | 0          | -                              | 80                             | 3                              | 377   | 21    |

### En sélection nationale
| Saison                | Sélection             | Phases finales        | Phases finales | Phases finales | Phases finales | Éliminatoires CDM | Éliminatoires CDM | Éliminatoires CDM | Matchs amicaux | Matchs amicaux | Matchs amicaux | Total | Total | Total |
| Saison                | Sélection             | Compétition           | M              | B              | Pd             | M                 | B                 | Pd                | M              | B              | Pd             | M     | B     | Pd    |
| --------------------- | --------------------- | --------------------- | -------------- | -------------- | -------------- | ----------------- | ----------------- | ----------------- | -------------- | -------------- | -------------- | ----- | ----- | ----- |
| 2016-2017             | Colombie              | -                     | -              | -              | -              | 1                 | 0                 | 0                 | 1              | 0              | 0              | 2     | 0     | 0     |
| 2017-2018             | Colombie              | Coupe du monde 2018   | 4              | 0              | 0              | 3                 | 0                 | 0                 | 4              | 0              | 0              | 11    | 0     | 0     |
| 2018-2019             | Colombie              | Copa América 2019     | 3              | 0              | 0              | -                 | -                 | -                 | 7              | 0              | 0              | 10    | 0     | 0     |
| 2019-2020             | Colombie              | -                     | -              | -              | -              | -                 | -                 | -                 | 6              | 0              | 0              | 6     | 0     | 0     |
| 2020-2021             | Colombie              | Copa América 2021     | 7              | 0              | 0              | 5                 | 0                 | 0                 | -              | -              | -              | 12    | 0     | 0     |
| 2021-2022             | Colombie              | -                     | -              | -              | -              | 7                 | 0                 | 0                 | 1              | 0              | 0              | 8     | 0     | 0     |
| 2022-2023             | Colombie              | -                     | -              | -              | -              | -                 | -                 | -                 | 5              | 1              | 0              | 5     | 1     | 0     |
| 2023-2024             | Colombie              | Copa América 2024     | 6              | 1              | 0              | 4                 | 0                 | 0                 | 1              | 0              | 0              | 11    | 1     | 0     |
| 2024-2025             | Colombie              | -                     | -              | -              | -              | 4                 | 1                 | 0                 | -              | -              | -              | 4     | 1     | 0     |
| Total sur la carrière | Total sur la carrière | Total sur la carrière | 20             | 1              | 0              | 24                | 1                 | 0                 | 25             | 1              | 0              | 69    | 3     | 0     |

## Palmarès
| Atlético Nacional (8) | Ajax Amsterdam                                                                          | Tottenham Hotspur                                                                   | Galatasaray SK (4) | Colombie                            |
| --- | --------------------------------------------------------------------------------------- | ----------------------------------------------------------------------------------- | --- | ----------------------------------- |
| - Championnat de Colombie (4) : - Champion : Ouv. 2013, Cl. 2013, Ouv. 2014, Cl. 2015 - Coupe de Colombie (2) - Vainqueur : 2012 et 2013 - Superliga Colombiana (1) : - Vainqueur : 2016 - Copa Libertadores (1) : - Vainqueur : 2016 | - Championnat des Pays-Bas : - Vice-champion : 2017 - Ligue Europa : - Finaliste : 2017 | - Coupe de la Ligue : - Finaliste : 2021 - Ligue des champions : - Finaliste : 2019 | - Championnat de Turquie (2) : - Champion : 2024 et 2025 - Coupe de Turquie (1) : - Vainqueur : 2025 - Supercoupe de Turquie (1) : - Vainqueur : 2023 - Finaliste : 2024 | - Copa América : - Finaliste : 2024 |